# A Moment Like This
A Moment Like This ist ein Song der US-amerikanischen Sängerin Kelly Clarkson, der ersten Siegerin der US-amerikanischen Fernsehshow American Idol. Die britische Sängerin Leona Lewis, die Gewinnerin von The X Factor, nahm 2006 eine Cover-Version des Songs auf, die sich ebenfalls in den Charts platzieren konnte.

## Entstehung
Das Stück wurde von Jörgen Elofsson und John Reid (von der Dance-Gruppe Nightcrawlers) verfasst. Produzenten waren Stephen Ferrera und Steve Mac. Ursprünglich wurde es für den Gewinner der ersten American-Idol-Staffel verfasst. Kelly Clarkson, Justin Guarini, Nikki McKibbin und Tamyra Gray nahmen für einen möglichen Sieg je eine Version auf. Im Finale sangen Guarini und Clarkson den Song, zudem noch ein anderes Stück (Before Your Love). Nach dem Voting sang Guarini das Stück und Clarkson Before Your Love. Nach der Verkündung der Ergebnisse sang Clarkson das Stück erneut.

## Kommerzieller Erfolg
A Moment Like This debütierte mit über 300.000 verkauften Einheiten auf Platz 1 der Billboard Hot 100 und konnte sich dort zwei Wochen halten. Damit ist Clarksons Lied die erfolgreichste Single und ihr erster Nummer-eins-Hit in den USA. Der Song wurde in den USA mit Gold und mit Platin ausgezeichnet. Er erreichte auch in Kanada Platz 1. Nachdem der Song als Single veröffentlicht war, gelang ihm in den Billboard Hot 100 der bis dato größte Sprung nach oben, von Platz 52 auf 1. Der Rekord, der den 38 Jahre früher von den Beatles mit Can’t Buy Me Love aufgestellten ersetzte, hielt über fünf Jahre. Mit Stand 2009 ist die Single über eine Million Mal verkauft worden, CDs und Downloads zusammengerechnet. Auch auf dem Debütalbum Thankful war das Stück enthalten, hier in einem New Mix.

## Version von Leona Lewis
Im Dezember 2006 nahm die X-Factor-Gewinnerin Leona Lewis eine weitere Version auf, die am Mittwoch, den 20. Dezember 2006, veröffentlicht wurde, nachdem sie am 16. Dezember das Finale gewonnen hatte. Auch war der Song ab 17. Dezember als Download erhältlich. In Großbritannien und Irland erreichte der Song Platz 1 der Charts. In Großbritannien stieg er am 24. Dezember des Jahres auf dieser Position ein und war somit ein Weihnachts-Nummer-eins-Hit. Er erschien auch auf der britischen, irischen und japanischen Ausgabe des Albums Spirit als Bonustrack. Auch auf der deutschen Neuauflage war das Stück als Bonustrack enthalten.

## Auszeichnungen für Musikverkäufe

### Kelly Clarkson
| Land/Region               | Auszeichnungen für Musikverkäufe (Land/Region, Auszeichnung, Verkäufe) | Verkäufe |
| ------------------------- | ---------------------------------------------------------------------- | -------- |
| Kanada (MC)               | 2× Platin                                                              | 20.000   |
| Südkorea (KMCA)           | —                                                                      | 138.715  |
| Vereinigte Staaten (RIAA) | Gold                                                                   | 738.000  |
| Insgesamt                 | 1× Gold · 2× Platin ·                                                  | 896.715  |

Hauptartikel: Kelly Clarkson/Auszeichnungen für Musikverkäufe

### Leona Lewis
| Land/Region                  | Auszeichnungen für Musikverkäufe (Land/Region, Auszeichnung, Verkäufe) | Verkäufe |
| ---------------------------- | ---------------------------------------------------------------------- | -------- |
| Vereinigtes Königreich (BPI) | Platin                                                                 | 600.000  |
| Insgesamt                    | 1× Platin ·                                                            | 600.000  |